# Īlias Kantzourīs
Īlias Kantzourīs (in greco Ηλίας Καντζούρης?; 11 agosto 1973) è un allenatore di pallacanestro greco.